# White and Black Blues
"White and Black Blues" ("Blues branco e preto") foi a canção que representou a França no Festival Eurovisão da Canção 1990, interpretada em francês (com algumas palavras em inglês por Joëlle Ursull, do seu álbum Black French. Foi a 14.ª canção a ser interpretada na noite do evento. Terminou em segundo lugar, recebendo um total de 132 pontos.

## Autores
Composta por Georges Ougier de Moussac e letra de Serge Gainsbourg, a canção tinha originalmente o título  "Black Lolita Blues", todavia Ursull (a primeira cantora negra a representar a França no Festival Eurovisão da Canção) declinou cantá-la devido às conotações pejorativas da palavra "black". A versão rescrita obteve o se consentimento e tornou-se um canção favorita entre os seus fãs da cantora. No festival, a cação foi orquestrada por Régis Dupré.

## Letra
A canção em si fala da necessidade de se atravessar os preconceitos da cor da pele. Ursull canta que "Quando alguém fala-me sobre a cor da pele/Eu tenho os blues que enviam calafrios para baixo da minha espinha/Eu sinto como se estivesse num conto de Edgar Allan Poe". Ela diz que não acredita na renúncia inteira à sua ligação a África ("África, meu amor, Eu tenho-te na minha pele"), mas admite que ela enfrenta dificuldades na sociedade branca. A cantora diz que a cor da pele não interessa, somos todos iguais.
Musicalmente, a música tem efeitos de um acordeão e de um sintetizador que apareceu no Festival Eurovisão da Canção nos inícios dos anos 90.

## Vendas
A canção teve um grande sucesso em França e foi um dos êxitos do verão de 1990. Estreou-se num #47 a 26 de maio de 1990, e alcançou o n.º 2, sete semanas mais tarde, mas foi incapaz de atingir o n.º 1. O single manteve-se no top 50 durante 26 semanas. Recebeu um disco de ouro.
Na Suécia e Alemanha, o single não teve tanto sucesso, alcançando respetivamente o n.º  #19 e  #86. esteve também no top ten da Áustria.

## Faixas
CD single
1. "White and Black Blues"—3:00
2. "White and Black Blues" (instrumental)—3:00

7″ single
1. "White and Black Blues"—3:00
2. "White and Black Blues" (instrumental)—3:00

## Certificações
| País   | Certificação | Data | Vendas certificadas | Vendas físicas |
| ------ | ------------ | ---- | ------------------- | -------------- |
| França | Gold         | 1990 | 500,000             | 483,000        |

## Charts
| Chart (1990)              | Peak position |
| ------------------------- | ------------- |
| Austrian Singles Chart    | 10            |
| French SNEP Singles Chart | 2             |
| German Singles Chart      | 86            |
| Swedish Singles Chart     | 19            |